# Еланский (Волгоградская область)
Еланский — хутор в Кумылженском районе Волгоградской области России. Входит в состав Букановского сельского поселения. Население 39 чел. (2010).

## География
Расположен в западной части региона у административной границы с Ростовской областью, в лесостепи, в пределах Хопёрско-Бузулукской равнины, являющейся южным окончанием Окско-Донской низменности, на правом берегу реки Дон, у впадения её притока р. Елань.
Уличная сеть сеть не развита.
Абсолютная высота 56 метров над уровнем моря.

## Население
| 2010 |
| ---- |
| 39   |

Гендерный состав
По данным Всероссийской переписи населения 2010 года в гендерной структуре населения из 39 человек мужчин — 19, женщин — 20 (48,7 и 51,3 % соответственно).
Национальный состав
Согласно результатам переписи 2002 года, в национальной структуре населения
русские составляли 100 % из общей численности населения в 73 чел..

## Инфраструктура
```
Личное подсобное хозяйство.
```

## Транспорт
стоит на автодороге муниципального значения.